# 金仓湖
金仓湖（英語：Jincang Lake）是一个位于江苏太仓市的人工湖泊。

## 历史
2008年建成，位于江苏太仓市城厢镇，面积5.6平方公里。是太仓市最大的湖泊。建有金仓湖公园。